# اوویار
اوویار (به فرانسوی: Auvillar) یک کمون در فرانسه است که در canton of Auvillar واقع شده‌است. اوویار ۱۵٫۶ کیلومتر مربع مساحت دارد ۱۴۸ متر بالاتر از سطح دریا واقع شده‌است.